# Mertens
Mertens város az USA Texas államában, Hill megyében. Lakosainak száma 144 fő (2020. április 1.).

## Népesség
A település népességének változása:

| 2010 | 125 |
| 2020 | 144 |